# Paradoxo de Peto
O paradoxo de Peto diz que, no nível das espécies, a incidência de câncer não parece se correlacionar com o número de células de um organismo. Em outras palavras, que a incidência de câncer em humanos, por exemplo, é muito maior do que a a em baleias, embora estas tenham mais células do que os humanos. Quer dizer, se a probabilidade de carcinogênese fosse constante entre as células, seria de se esperar que as baleias tivessem uma incidência maior de câncer do que os humanos. 
O paradoxo de Peto deve o seu nome ao estatístico e epidemiologista inglês Richard Peto, que foi o primeiro a observar essa relação.

## História
Peto formulou o paradoxo pela primeira vez em 1977. Escrevendo uma revisão do modelo de múltiplos estágios do câncer, Peto observou que, em uma base célula-por-célula, os humanos eram muito menos suscetíveis ao câncer do que os ratos. Peto prosseguiu, sugerindo que as considerações evolutivas eram provavelmente responsáveis pelas taxas variáveis de carcinogênese por célula entre as espécies. O paradoxo permanece sem solução até hoje.

## Na mesma espécie
Dentro de membros da mesma espécie, o risco de câncer e o tamanho do corpo parecem estar positivamente correlacionados, mesmo quando outros fatores de risco são controlados.
Um estudo longitudinal de 25 anos com 17.738 servidores públicos britânicos do sexo masculino, publicado em 1998, mostrou uma correlação positiva entre altura e incidência de câncer com um alto grau de confiança estatística, mesmo após fatores de risco como tabagismo serem controlados. Um estudo semelhante de 2011 com mais de um milhão de mulheres britânicas encontrou fortes evidências estatísticas de uma relação entre câncer e altura, mesmo depois de controlar uma série de fatores de risco socioeconômicos e comportamentais.
Uma análise de 2011 das causas de morte de 74.556 cães domésticos norte-americanos descobriu que a incidência de câncer foi mais baixa nas raças menores, confirmando os resultados de estudos anteriores.

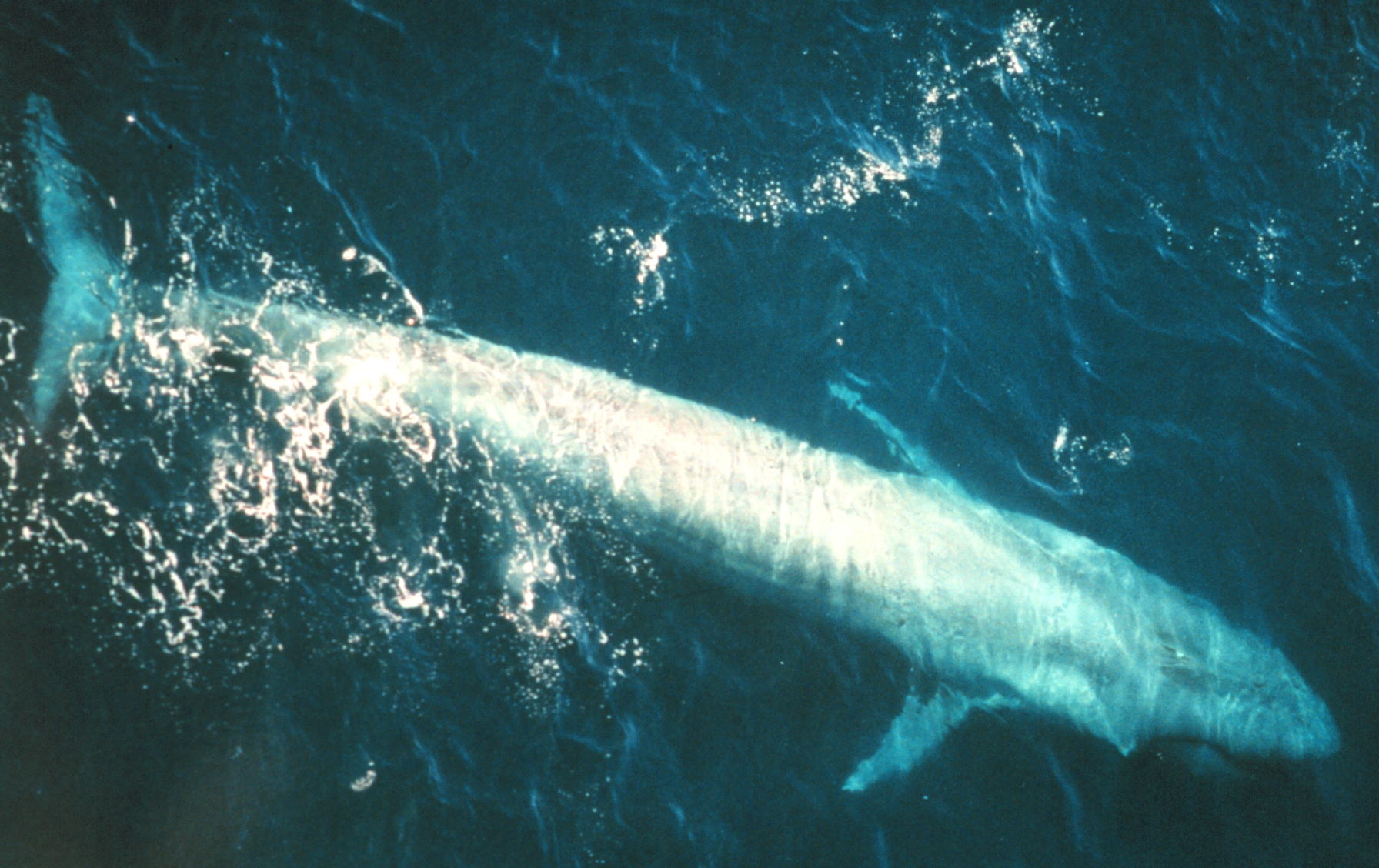
A baleia-azul apresenta indíces bem menores de câncer que os humanos, embora sua massa equivalha à de 2,670 homens adultos medianos.

## Entre espécies
Entre as espécies, no entanto, a relação se desfaz. Em um estudo de 2015, o Zoológico de San Diego pesquisou resultados de 36 espécies diferentes de mamíferos, variando em tamanho desde o rato de grama listrada, de 51 gramas, até o elefante, de 4.800 quilos, quase 100.000 vezes maior. 
O estudo não encontrou nenhuma relação entre o tamanho do corpo e a incidência de câncer, oferecendo suporte empírico para a observação inicial de Peto.

## Considerações evolutivas
A evolução da multicelularidade exigiu a supressão do câncer até certo ponto, e conexões foram encontradas entre as origens da multicelularidade e o câncer. Para construir corpos maiores e com vida mais longa, os organismos exigiam maior supressão do câncer. As evidências sugerem que grandes organismos, como os elefantes, têm mais adaptações que os permitem escapar do câncer. A razão pela qual organismos de tamanho intermediário têm relativamente poucos desses genes pode ser porque a vantagem de prevenir o câncer que esses genes conferiam era, para organismos de tamanho moderado, superada por suas desvantagens - particularmente redução da fertilidade.
Várias espécies desenvolveram mecanismos para suprimir o câncer. Um artigo na Cell Reports em janeiro de 2015 afirmou ter encontrado genes na baleia-da-groenlândia (Balaena mysticetus) que podem estar associados à longevidade. Na mesma época, uma segunda equipe de pesquisadores identificou um polissacarídeo no rato-toupeira pelado que parecia bloquear o desenvolvimento de tumores. Em outubro de 2015, dois estudos independentes mostraram que os elefantes têm 20 cópias do gene supressor de tumor TP53 em seu genoma, enquanto os humanos e outros mamíferos têm apenas um.
Pesquisas adicionais mostraram 14 cópias do gene presente no DNA de mamutes preservados, mas apenas uma cópia do gene no DNA de peixes-boi e hyracoidea, os parentes vivos mais próximos do elefante. Os resultados sugerem uma relação evolutiva entre o tamanho do animal e a supressão do tumor, como Peto havia teorizado.

## Considerações metabólicas e de tamanho de célula
Um artigo de 2014 no jornal Evolutionary Applications enfatizou o que os autores chamaram de "uma relação amplamente subestimada do tamanho das células com o metabolismo e as taxas de divisão celular entre as espécies" como fatores-chave subjacentes ao paradoxo, e concluiu que "organismos maiores têm células maiores e que se dividem mais lentamente e com menor gasto de energia, reduzindo significativamente o risco de iniciação do câncer."

## Pesquisa médica
A aparente capacidade de animais grandes de suprimir o câncer em um grande número de células estimulou um campo ativo de pesquisa médica.
Em um experimento, camundongos de laboratório foram geneticamente alterados para expressar antígenos tumorais TP53 ativos "sempre ligados", semelhantes aos encontrados em elefantes. Os camundongos mutantes exibiram capacidade de supressão tumoral aumentada, mas também mostraram sinais de envelhecimento prematuro.
Outro estudo colocou o p53 sob controle regulatório normal e não encontrou sinais de envelhecimento prematuro.